# Paradrina diabolica
Paradrina diabolica là một loài bướm đêm trong họ Noctuidae.